# Józef Korpak
Józef Aleksander Korpak (ur. 24 marca 1961 w Radzionkowie) – polski polityk i samorządowiec, poseł na Sejm III kadencji.

## Życiorys
Ukończył w 1985 studia w Instytucie Kierunkowym Transportu Politechniki Śląskiej. W latach 1994–1996 pełnił funkcję prezydenta Bytomia. Wspierał przywrócenie Radzionkowowi praw miejskich. Pod koniec lat 90. zasiadał w zarządzie powiatu tarnogórskiego. Od 2000 sprawował mandat posła na Sejm III kadencji wybranego w okręgu katowickim z listy Akcji Wyborczej Solidarność, w 2001 bezskutecznie ubiegał się o reelekcję. Od 1998 wybierany do rady powiatu tarnogórskiego, w 2003 został wybrany na funkcję starosty. Po wyborach samorządowych w 2006 ponownie objął to stanowisko (w koalicji z PO).
Należał do Ruchu Społecznego, później objął kierownictwo lokalnego ugrupowania. W 2010 kandydował na urząd burmistrza Radzionkowa, przegrał jednak z ubiegającym się o reelekcję Gabrielem Toborem. Jednocześnie był kandydatem Platformy Obywatelskiej do rady powiatu. Uzyskał mandat radnego, kończąc urzędowanie jako starosta. W 2011 wystąpił z klubu radnych PO, po czym został przewodniczącym nowo utworzonego klubu radnych Ruch Samorządowy, który wszedł w skład większościowej koalicji w radzie. W lutym 2012 sąd koleżeński zdecydował o wykluczeniu go z PO. W 2014 wybrany ponownie do rady powiatu z ramienia Ruchu Autonomii Śląska.
Pełnił funkcję sekretarza miasta w Lublińcu. W 2024 został prezesem zarządu spółki SIM Śląsk Północ.

## Odznaczenia
Otrzymał Srebrny Krzyż Zasługi (2005).